# Quan hệ Libya – Việt Nam
Quan hệ của hai nước Việt Nam và Libya tương đối nồng ấm. Hai nước lập quan hệ ngoại giao ngày 15/03/1975. Cơ sở của mối quan hệ là cả hai nước đều tuyên bố đi theo chủ nghĩa xã hội, độc đảng lãnh đạo. Libya có tên chính thức là Gia-ma-hi-ri-a A-rập Li-bi Nhân dân Xã hội chủ nghĩa Vĩ đại.
Ủy ban Liên Chính phủ đã họp lần thứ X tại Hà Nội tháng 2/1998 và lần thứ 9 tại Tripoli từ 14-17/5/2001 (đoàn Việt Nam do Bộ trưởng xây dựng Nguyễn Mạnh Kiểm làm trưởng đoàn). Sau nhiều lần hoãn, phiên họp lần thứ X UBHH 2 nước đã họp tại Hà Nội từ 12-14/12/2007. Tại phiên họp này, hai bên đã kiểm điểm lại biên bản kỳ họp 9, ký nghị định thư hợp tác giữa VCCI với Phòng TM-CN Li-bi. Phó Thủ tướng Phạm Gia Khiêm đã thay mặt Thủ tướng tiếp trưởng đoàn bạn.
Hiện nay Libya có  thành Văn phòng hợp tác kinh tế tại Hà Nội.
Hiện nay Việt Nam có khoảng gần trên 4000 lao động tại Li-bi.  Hai bên đang trao đổi việc hợp tác tay 3 gồm Việt Nam - Li-bi và một số nước châu Phi trong lĩnh vực đầu tư, nông nghiệp...
Kim ngạch thương mại hai chiều những năm gần đây:

## Quan hệ chính trị
Quan hệ chính trị tiếp tục được thúc đẩy: Thứ trưởng Ngoại giao hai nước thăm lẫn nhau; Bộ trưởng Ngoại giao hai nước ký thỏa thuận về tham khảo chính trị, hai bên ủng hộ nhau làm Ủy viên không thường trực HĐBA/LHQ và phối hợp trong các diễn đàn quốc tế; Li-bi tiếp tục duy trì Văn phòng Hợp Tác Kinh tế tại Hà Nội.
UBHH hai nước họp phiên 10 từ ngày 12-14/12/2007 tại Hà Nội và họp phiên 11 tại Tripoli vào 2008; Đoàn Ủy ban Việt Nam đoàn kết với Lybia thăm, dự hội thảo về đền bù thực dân; hợp tác lao động về xây dựng dân sự được mở rộng với một số hợp đồng mới cung cấp trên 4200 lao động,  hợp tác kinh tế, thương mại tiếp tục được duy trì ở mức độ khiêm tốn.
Hai nước đã trao đổi nhiều đoàn và ký nhiều Hiệp định, thỏa thuận:
- Hiệp định hợp tác kinh tế, khoa học kỹ thuật (19/02/1976)
- Hiệp định thương mại (17/10/1983).
- MOU hợp tác giữa 2 BNG (31/01/2007).

## Tuyên bố của hai nước
Quan hệ hai bên đã được phía Việt Nam ca ngợi như sau:
"Nhờ sự vun đắp của các thế hệ lãnh đạo và nỗ lực của nhân dân hai nước, quan hệ hữu nghị và hợp tác nhiều mặt giữa Việt Nam và Li-bi ngày càng được củng cố và phát triển."
Libya và nhiều nước Thế giới thứ ba đã ủng hộ Hà Nội khi miền Bắc Việt Nam còn là đối thủ của Hoa Kỳ trong Cuộc chiến Đông Dương.
Ngoài ra, quá khứ chống thực dân của vùng Bắc Phi cũng khiến các phong trào cánh tả tại đây quý mến Việt Minh và sau là Bắc Việt Nam hơn bình thường.
Trong Thế giới Ả Rập vốn liên tiếp bị thua Phương Tây, tinh thần "Việt Nam thắng Mỹ" là niềm cổ vũ cho những người chống chủ nghĩa đế quốc.
Trong web của Đại sứ quán Việt Nam ở Libya viết:
"Hai nước luôn ủng hộ và giúp đỡ nhau trong cuộc đấu tranh vì độc lập tự do trước đây cũng như trong công cuộc xây dựng và phát triển đất nước hiện nay".

## Nội chiến Libya 2011
Do tác động của cuộc nội chiến Libya, chế độ Gaddafi bị lật đổ dẫn đến việc quan hệ ngoại giao giữa Libya và Việt Nam trùng xuống, gần như đóng băng mặc dù chính quyền Hà Nội đã thừa nhận chính phủ mới ở Libya.

## Đại sứ quán và lãnh sự quán
- Tại Việt Nam:
- Hà Nội (Đại sứ quán)

- Tại Libya:
- Tripoli (Đại sứ quán)